# ギンラン
ギンラン（銀蘭、学名：Cephalanthera erecta ）は、ラン科キンラン属の地生の多年草。

## 特徴
地下に軟骨質の細根が束生する。茎は直立してやせ細り、高さは10-30cmになり、茎に毛はない。葉は3-6個が互生し、葉身は狭長楕円形で、長さ3-8cm、幅1-3cmになり、葉先は鋭くとがり、基部は茎を抱く。葉に毛はない。
花期は5-6月。茎先に数個の白色の花をつける。全体にキンランより小さい。苞は狭3角形で長さ1-3mmになるが、下位の1-2個はそれより長くなる。萼片は披針形で先端はややとがり、長さは7-9mmになる。側花弁は広披針形で先端は鈍頭で、長さは萼片よりやや短く、あまり開かない。唇弁の基部は筒状になって短い距となり、先は3裂し、2個の側裂片は3角状、中裂片は舌状になり5個の淡黄褐色の隆起線がある。
似た種に、同属のササバギンランがある。

## 分布と生育環境
日本では、北海道、本州、四国、九州に分布し、明るい林内に生育する。国外では、中国大陸、台湾、朝鮮半島に分布する。

## 名前の由来
和名のギンランは、銀蘭の意で、黄色の花を咲かせるキンラン（金蘭）に対して、白色の花を咲かせることによる。学名の属名、Cephalanthera は、ギリシア語で、kephalos「頭」＋anthera「葯」で、蕊柱の頭部にある大型の葯の形からきており、種小名の erecta は、「直立した」の意味。

## ギャラリー
- 唇弁の先端内面に5個の隆起線がある。
- 葉の基部は茎を抱く。

## 変種
- ユウシュンラン Cephalanthera erecta (Thunb.) Blume var. subaphylla (Miyabe et Kudô) Ohwi[7] - 茎の高さは10-15cm。上部の1個の葉は長さ1-2cmになり、その他は鞘状に退化する。花は茎先に2-3個つき、白色で半開状につく。ややまれに、北海道、本州、四国、九州、朝鮮半島に分布する[2][3][8]。環境省の絶滅危惧II類(VU)-2012年レッドデータ[9]。Cephalanthera subaphylla Miyabe et Kudô として、独立種とする見解もある[8]。